# Bengt Carlson
Bengt Ivar Carlson, född 26 april 1890 i Ekenäs, död 21 september 1953 i Helsingfors, var en finländsk kompositör.
Carlson bedrev musikstudier vid Helsingfors musikinstitut och i utlandet, var tidvis altviolinist i Helsingfors stadsorkester och musikkritiker. Han blev senare dirigent för Akademiska Sångföreningen, Sällskapet Muntra Musikanter, Svenska oratorieföreningen och Finlands svenska sångarförbund. Bland Carlsons kompositioner märks kammarmusik (sonat för violin och piano, pianotrio, stråkkvartett), kantaterna Mot sommaren och promotionskantaten Templet, samt talrika verk för manskör, blandad kör, piano och violin. 